# حلقه کاستاس
حلقه کاستاس (Costas loop) یک مدار مبتنی بر حلقه قفل‌شده فاز (PLL) است که برای بازیابی فرکانس حامل از سیگنال‌های مدولاسیون با حامل سرکوب‌شده استفاده شده است (به عنوان مثال سیگنال‌های حامل سرکوب شده با دو باند کناری) و سیگنال‌های مدولاسیون فاز استفاده می‌شود (به عنوان مثال BPSK ،QPSK). در دهه 50 توسط جان پی کاستاس در جنرال الکتریک اختراع شد.  که اختراع خود را  به عنوان داشتن "تاثیر عمیقی بر ارتباطات دیجیتال مدرن"شرح داده بود. کاربرد اصلی حلقه‌های کاستاس در گیرنده‌های بی‌سیم است. مزیت آن نسبت به آشکارسازهای مبتنی بر PLL این است که در انحرافات کوچک ولتاژ خطای حلقه‌های کاستاس {\displaystyle \sin(2(\theta _{i}-\theta _{f}))} است در مقایسه با {\displaystyle \sin(\theta _{i}-\theta _{f})}. که یعنی ترجمه این می‌شود حساسیت مضاعف و همچنین باعث می‌شود، حلقه کاستاس به صورت منحصر به فرد برای ردیابی حامل‌های تغییر یافته داپلر به ویژه در گیرنده‌های OFDM و GPS مناسب باشد.

## پیاده‌سازی کلاسیک

حلقه کاستاس که در حالت قفل‌شده کار می‌کند.

در پیاده‌سازی کلاسیک یک حلقه کاستاس، یک اسیلاتور کنترل‌شده با ولتاژ محلی (VCO) خروجی‌های عمود بر هم را تهیه می‌کند و به یکی از هر دو ورودیآشکارساز فاز اعمال می‌کند. با همان فاز، سیگنال ورودی نیز به هر دو آشکارساز فاز اعمال می‌شود و خروجی هر آشکارساز فاز از طریق فیلتر پایین‌گذر عبور می‌کند. خروجی این فیلترهای پایین‌گذر، ورودی یک آشکارساز فاز دیگر است که خروجی آن قبل از استفاده برای اسیلاتور کنترل‌شده با ولتاژ، از فیلتر کاهش نویز عبور می‌کند. پاسخ حلقه کلی توسط دو تک فیلتر پایین‌گذر که پیش از آشکارساز فاز سوم است، کنترل می‌شود، در حالی که فیلتر پایین‌گذر سوم از نظر بهره و حاشیه فاز نقش مهمی را ایفا می‌کند.